# Mrežnički Brest
 Mrežnički Brest  falu Horvátországban, Károlyváros megyében. Közigazgatásilag  Generalski Stolhoz tartozik.

## Fekvése
Károlyvárostól 20 km-re délnyugatra, községközpontjától légvonalban 5 km-re keletre, a Mrežnica mentén fekszik.

## Története
Plébániáját 1802-ben alapították, addig az erdelji plébániához tartozott. A plébániatemplom azonban 1892-ig a szomszédos Mateško Selo Szent György temploma volt. A falu Szent Mihály főangyal tiszteletére szentelt plébániatemploma 1892-ben épült fel. 1892. július 1-jén szentelte fel Juraj Posilović zengg-modrusi püspök. Ekkor épült a plébánia épülete is. A plébániához Bresten kívül még Jankovo Selište, Petrunići, Keići, Mateško Selo, Maurovići és Perjasica települések tartoznak. Iskoláját 1895-ben építették. 
A településnek 1857-ben 101, 1910-ben 136 lakosa volt. Trianon előtt Modrus-Fiume vármegye Ogulini járásához tartozott. 2011-ben 42 lakosa volt.

## Lakosság
| Lakosság változása | Lakosság változása | Lakosság változása | Lakosság változása | Lakosság változása | Lakosság változása | Lakosság változása | Lakosság változása | Lakosság változása | Lakosság változása | Lakosság változása | Lakosság változása | Lakosság változása | Lakosság változása | Lakosság változása | Lakosság változása |
| ------------------ | ------------------ | ------------------ | ------------------ | ------------------ | ------------------ | ------------------ | ------------------ | ------------------ | ------------------ | ------------------ | ------------------ | ------------------ | ------------------ | ------------------ | ------------------ |
| 1857               | 1869               | 1880               | 1890               | 1900               | 1910               | 1921               | 1931               | 1948               | 1953               | 1961               | 1971               | 1981               | 1991               | 2001               | 2011               |
| 101                | 114                | 92                 | 108                | 120                | 136                | 135                | 152                | 185                | 189                | 196                | 177                | 147                | 96                 | 62                 | 42                 |

## Nevezetességei
Mihály arkangyal tiszteletére szentelt plébániatemploma 1892-ben épült. Egyhajós épület sokszög záródású szentéllyel. A homlokzat felett álló barokk harangtornya 25 méter magas. Berendezése és orgonája 1908-ban készült Zágrábban. Főoltárán Szent Mihály képe mellett Szent Ágoston és Szent Benedek szobrai láthatók. A keresztút képei 1919-ben készültek. A szentély előtt a Lourdes-i Szűzanya szobra és egy Szent György oltár áll, rajta egy a mateško seloi templomból a feltárások során előkerült Szent György szoborral. A templomot többször újították. A honvédő háború idején csak egy közeli körtefa védte meg egy gránát nagyobb pusztításától.